# La mordaza
La mordaza es una obra de teatro de Alfonso Sastre estrenada en 1954.

## Argumento
Isaías Krappo es un déspota que tiene atemorizada a su familia. Todos conocen que es un asesino, pero ninguno se atreve a denunciarlo por temor o respeto. Sólo su nuera Luisa, casada con su marido Juan, rompe la mordaza y lo denuncia a la policía. Isaías es detenido, pero se fuga de la cárcel. Finalmente es abatido por la policía con el pensamiento de que su propia muerte caiga sobre la conciencia de sus hijos.

## Estreno
- Teatro Reina Victoria, de Madrid, el 17 de septiembre de 1954.
  - Dirección: José María de Quinto.
  - Intérpretes: Antonio Prieto, María Gámez, Félix Navarro, María Luisa Ponte, Félix Briones, Agustín González Agustín Gonzalez, Lolita Gómez y Peral, Fernando Guillén.

## Versión para TV
Emitida por Televisión española en el espacio Noche de teatro, el 26 de julio de 1974, con actuación de José Bódalo, Fernando Guillén, Marisa Paredes, Mercedes Prendes, Tomás Blanco, Mary González y Ricardo Tundidor.